# Falsilunatia amphiala
Falsilunatia amphiala är en snäckart som först beskrevs av Watson 1881.  Falsilunatia amphiala ingår i släktet Falsilunatia och familjen borrsnäckor. Inga underarter finns listade i Catalogue of Life.